# Radio libre (Skyrock)
 (février 2024).
Pour les articles homonymes, voir Radio libre (homonymie).
Radio libre est une émission emblématique de libre antenne diffusée sur Skyrock de 21 h à minuit depuis le 7 juillet 1997. 
L'émission est animée par Difool, entouré de différents animateurs tels que Marie, Romano, Samy le Marseillais ou Cédric le Belge. Elle est en direct chaque soir de la semaine sauf le samedi et en best-of le dimanche soir.

## Animateurs
Actuels
- Difool : depuis 1997
- Marie : depuis 1997
- Romano : depuis 1998
- Cédric (dit : Cédric le Belge) : depuis 2001
- Samy (dit : Samy le Marseillais) : depuis 2001
- Karim : depuis 2005
- Guigui : depuis 2020

Anciens 
- Gaëlle : 1997
- Tidav : 1997-2000
- Florent : 1997-2001
- Momo : 1999-2016 (décédé en 2016)

## Contenu
L'objectif revendiqué par l'émission est d'aborder tous les thèmes de société sous la forme d'un dialogue libre avec les auditeurs. Le contenu des propos tenus font l'objet des mises en demeure régulières du CSA.
L'émission possède également des rubriques régulières :
- Le lundi, mercredi et vendredi, Romano et Cédric s'affrontent lors d'un clash de la drague. L'objectif prétexté pour chacun des deux participants est de séduire la femme ou l'homme au bout du téléphone et d'obtenir une relation sexuelle. Après la démonstration, les auditeurs peuvent voter (par SMS, par l'application Skyrock pour smartphone gratuite) ou via les réseaux sociaux pour leur candidat préféré pendant cinq minutes environ. Le comptage des votes détermine le gagnant du Clash.
- Le mardi, on a l'occasion de découvrir un jeu ; « questions pour un gros con » où Romano se met dans la peau d'un présentateur de jeu, celui-ci étant arbitré par Samy. Les candidats s'affrontant sont toujours les mêmes, Cédric et Karim (de temps en temps Cédric contre Guigui et si ni l'un ni l'autre n'est disponible, contre un auditeur). Le jeu est simple, des questions de culture générale niveau 6e maximum et le premier des deux candidats qui obtient 5 points a gagné et offre le titre de « gros con » à son adversaire.
- Le jeudi, Romano expose cinq problèmes psycho-sexuels prélevés dans des revues spécialisées (magazine Union, lettres au docteur Jacques Waynberg, forum Doctissimo, etc.) lors du problème du mois. Les auditeurs votent pour leur problème préféré. Celui qui obtient le plus de suffrages sera traité par les animateurs afin de tenter de trouver des solutions. À la fin, Romano lit la réponse à la question du malade.
- Certains soirs, en particulier le vendredi, Romano se met dans la peau de Pamela et se fait donc passer pour une femme (en modifiant sa voix) auprès des « pervers » qui sont trouvés sur des sites internet, que l'équipe appelle et le but est de les faire rêver.
- Le 4 février 2016 est remis au goût du jour une ancienne rubrique : le Double appel. Tous les soirs, Difool et toute l'équipe appellent deux familles, voire 1 ou 2 supplémentaires. L'objectif étant que chacune des familles croient que c'est l'autre famille qui appelle, d'autant plus que l'équipe y rajoute des extraits sonores de pervers piégés par Pamela à l'époque (dont Patrick) surtout à la fin de la conversation dans le but de faire durer l'appel. Cela crée à chaque fois des disputes, ce qui fait donc rire toute l'équipe ainsi que les auditeurs.

## Audience
D'après Médiamétrie, sur la vague avril-juin 2017, la Radio Libre était suivie par en moyenne 126 000 auditeurs de 21h à minuit, soit 10 000 de moins que l'an dernier. L'émission reste ainsi derrière Cauet sur NRJ fort de 195 000 fidèles même si lui aussi est en baisse (-28 000).
En revanche, dès 22 h, Difool redevient leader et devance Guillaume Pley, qui plafonne à 98 000 auditeurs, en forte baisse sur un an (-46 000).
En 2017, l'émission fête ses vingt ans, devant notamment son succès (318 000 auditeurs et 8,3% de part d'audience chez les radios musicales) à l'ambiance, l'humour et l'écoute de l'équipe d'animateurs, une forme d'authenticité ainsi qu'à l'absence de tabou sur les sujets traités.
En janvier 2018, les sondages Médiamétrie sur la période « novembre/décembre 2017 » montrent que la Radio Libre de Difool est devenue leader devant NRJ et Guillaume Pley (qui a repris la case horaire de Cauet, parti sur Virgin Radio). Skyrock a en effet gagné 46 000 auditeurs sur un an et est écoutée par 153 000 fidèles le soir. NRJ a elle perdu 21 000 auditeurs sur la même durée et plafonne à 152 000 auditeurs.